# Motiikî, Narodîci
Motiikî (în ucraineană Мотійки) este localitatea de reședință a comunei Motiikî din raionul Narodîci, regiunea Jîtomîr, Ucraina.

## Demografie
Componența lingvistică a localității Motiikî
     Ucraineană (95,99%)
     Română (2,16%)
     Rusă (1,54%)
     Alte limbi (0,31%)
Conform recensământului din 2001, majoritatea populației localității Motiikî era vorbitoare de ucraineană (95,99%), existând în minoritate și vorbitori de română (2,16%) și rusă (1,54%).